# Casiphia yunnana
Casiphia yunnana är en skalbaggsart som beskrevs av Alain Drumont och Komiya 2002. Casiphia yunnana ingår i släktet Casiphia och familjen långhorningar. Inga underarter finns listade.